# Коэффициент оборачиваемости активов
Коэффициент оборачиваемости активов (англ. assets turnover ratio) — финансовый показатель, отражающий эффективность использования активов. Используется для анализа того, насколько эффективно предприятие управляет своими активами, является ли общее количество активов в балансе фирмы достаточным, большим или малым по отношению к текущим или прогнозируемым объёмам продаж. При избыточных вложениях в активы сокращается свободный денежный поток и цена акций компании. В случае недостаточных инвестиций в активы, как правило, снижаются объёмы продаж, что также уменьшает свободный денежный поток и цены акций.

## Определение
В экономике имеет два значения:
- отношение выручки от реализации продукции к среднегодовой стоимости активов. Этот коэффициент характеризует эффективность использования активов с точки зрения объёма продаж. Показывает количество оборотов одного рубля активов за анализируемый период.

Формула: К = Выручка от реализации продукции / Среднегодовая стоимость активов
- показатель торговой активности взаимного инвестиционного фонда. Демонстрирует как часто меняется состав его портфеля. Выражается в процентах. Коэффициент оборачиваемости активов, равный 100 %, означает, что каждый год состав портфеля фонда полностью меняется.